# Pößneck
Pößneck település Németországban, azon belül Türingiában. Lakosainak száma 11 858 fő (2023. december 31.). Pößneck Bodelwitz, Döbritz, Krölpa, Langenorla, Oppurg, Ranis és Wernburg községekkel határos.

## Népesség
A település népességének változása:
| Lakosok száma | 12 148 | 11 981 | 11 924 | 11 654 | 11 752 | 11 858 |
|               | 2015   | 2017   | 2019   | 2021   | 2022   | 2023   |